# Список ботаников-систематиков/V

Список начинающихся на букву V обозначений имён ботаников, которые используются при цитировании научных (латинских) биноминальных названий растений.
Международный кодекс ботанической номенклатуры (МКБН) рекомендует в публикациях на ботанические темы, особенно если они касаются таксономии и номенклатуры, указывать авторов названий таксонов. Указание авторов названий таксонов следует выполнять в соответствии с правилами и советами, приведёнными в МКБН. В частности, в МКБН дана рекомендация использовать при цитировании авторов таксонов опубликованную в 1992 году книгу Браммита и Пауэлл Authors of plant names с уточнениями и дополнениями, соответствующими сведениям из баз данных International Plant Names Index и Index Fungorum.
Список обозначений содержит:
- стандартную форму обозначения,
- имя на русском языке (если известно),
- имя на родном языке персоны (или на английском),
- год рождения или годы жизни; в некоторых случаях дан год первой публикации (пометка fl.), в которой использовано данное обозначение.

## Список
- V.A.Albert — Victor A. Albert, fl. 1992[1]
- V.A.Funk — Victoria Ann Funk, 1947—
- V.A.Nikitin — Никитин, Владимир Алексеевич (ботаник) (1906—1974)
- V.Cordus — Кордус, Валерий (лат. Valerius Cordus, 1515—1544)[2]
- V.E.Avet. — В. Е. Аветисян, 1928—
- V.I.Krecz. — Кречетович, Виталий Иванович (1901—1942)
- V.M.Badillo — Бадильо, Виктор Мануэль (исп. Victor Manuel Badillo, 1920—2008)
- V.N.Vassil. — Васильев, Виктор Николаевич (ботаник) (1890—1987)
- V.V.Botschantz. — Бочанцева, Вера Викторовна (1946—)
- Vahl — Валь, Мартин (дат. Martin Vahl, 1749—1804)
- Vahram. — Вахрамеев, Всеволод Андреевич (1912—1986)
- Vail — Вейл, Анна Мюррей (англ. Anna Murray Vail, 1863—1955)
- Vaill. — Вайян, Себастьян (фр. Sébastien Vaillant, 1669—1722)[2]
- Valeton — Валетон, Теодорик (нидерл. Theodoric Valeton, 1855—1929)[3]
- Van den Berg — Берг, Кассио ван ден (Cássio Van den Berg, 1971—)[4]
- van der Werff — Ван дер Верфф, Хендрик Хессел (нидерл. Hendrik Hessel van der Werff, 1946—)
- Van Eselt. — Ван Эзелтин, Глен Паркер (англ. Glen Parker Van Eseltine, 1888—1938)
- Van Houtte — Ван-Гутт, Луи (нидерл. Louis Benoît Van Houtte, 1810—1876)[5]
- Vand. — Ванделли, Доменико (итал. Domenico Agostino Vandelli, 1735—1816)
- Vaniot — Ваньо, Эжен (фр. Eugène Vaniot, 1846—1913)
- Vasey — Вэси, Джордж (англ. George Vasey (botanist), 1822—1893)
- Vassilcz. — Васильченко, Иван Тихонович (1903—1995)
- Vassilkov — Васильков, Борис Павлович (1906—)[6]
- Vaupel — Фаупель, Фридрих (нем. Friedrich Karl Johann Vaupel, 1876—1927)
- Vavilov — Вавилов, Николай Иванович (1887—1943)
- Veill. — Veillard, fl. 1800
- Veillon — Вейон, Жан-Мари (Jean-Marie Veillon, fl. 1982)
- Veitch — Вич, Джон Гулд (англ. John Gould Veitch, 1839—1870)
- Velarde — Octavio Velarde, fl., 1945—1959
- Velazco — Веласко, Карлос (Carlos Gerardo Velazco Macìas, 1976—)
- Velen. — Веленовский, Йозеф (Josef (Joseph) Velenovský, 1858—1949)
- Veldkamp — Велдкамп, Ян Фредерик (нидерл. Jan Frederik Veldkamp, 1941—)
- Vell. — Велозу, Жозе Мариану да Консейсан (порт. José Mariano da Conceição Velloso, 1742—1811)
- Velloso — Joaquim Velloso de Miranda, 1733—1815
- Vent. — Вантена, Этьен Пьер (фр. Étienne Pierre Ventenat, 1757—1808)
- Vermoesen — François Marie Camille Vermoesen, 1882—1922
- Vesque — Веск, Жюльен (фр. Julien Joseph Vesque, 1848—1895)
- Vest — Фест, Лоренц (нем. Lorenz Chrysanth von Vest, 1776—1840)
- Vickery — Викери, Джойс Уинифред (Joyce Winifred Vickery, 1908—1979)
- Vict. — Мари-Викторен (Кируак) (англ. Marie-Victorin, 1885—1944)
- Vida — Вида, Габор (Gábor Vida, 1935—)
- Vierh. — Фирхаппер, Фридрих (нем. Friedrich Vierhapper, 1876—1932)
- Vig. — Вигье, Луи Гийом Александр (фр. Louis Guillaume Alexandre Viguier, 1790—1867)[7]
- Vill. — Виллар, Доминик (фр. Dominique Villars, 1745—1814)
- Villaseñor — Вильясеньор, Хосе Луис (José Luis Villaseñor, 1954—)[8]
- Vilm. — Вильморен, Луи де (фр. Pierre Louis François Lévêque de Vilmorin, 1816—1860)
- Vines — Вайнс, Сидней Говард (англ. Sydney Howard Vines, 1849—1934)
- Vis. — Визиани, Роберто де (итал. Roberto de Visiani, 1800—1878)
- Vitman — Витман, Фульдженцио (итал. Fulgenzio Vitman, 1728—1806)
- Vittad. — Виттадини, Карло (итал. Carlo Vittadini, 1800—1865)
- Viv. — Вивиани, Доменико (итал. Domenico Viviani, 1772—1840)
- Vl.V.Nikitin — Никитин, Владимир В., fl. 1996
- Vogel — Фогель, Теодор (нем. Julius Rudolph Theodor Vogel, 1812—1841)
- Voigt — Фогт, Иоахим Иоганн Отто (нем. Joachim Johann Otto Voigt, 1798—1843)
- Volkov — Волков, Лука Илларионович (1886—1963)
- Vorosch. — Ворошилов, Владимир Николаевич (1908—)
- Voss — Фосс, Андреас (нем. Andreas Voss, 1857—1924)
- Vved. — Введенский, Алексей Иванович (ботаник) (1898—1972)

### Комментарии
1. ↑  Вариант обозначения: V.Albert
2. 1 2  Долиннеевский ботаник. Названия, опубликованные им до 1 мая 1753 года, не считаются действительно опубликованными с точки зрения Международного кодекса ботанической номенклатуры, в связи с чем в современной научной литературе это обозначение практически не встречается.
3. ↑  Вариант сокращения: Val.»
4. ↑  Вариант обозначения: C.Van den Berg
5. ↑  В книгах советского периода встречалось обозначение: Houtte
6. ↑  Вариант обозначения: Vassilk.
7. ↑  Ранее сокращение Vig. использовалось для обозначения другого учёного — René Viguier, 1880—1931
8. ↑  Другой вариант обозначения: Villasenor